# Aeroscopia
Aeroscopia è un museo dell'aviazione francese a Blagnac (Haute-Garonne), vicino a Tolosa. In particolare, ospita due esemplari del Concorde. L'inaugurazione è avvenuta il 14 gennaio 2015.